# Gairneybridge

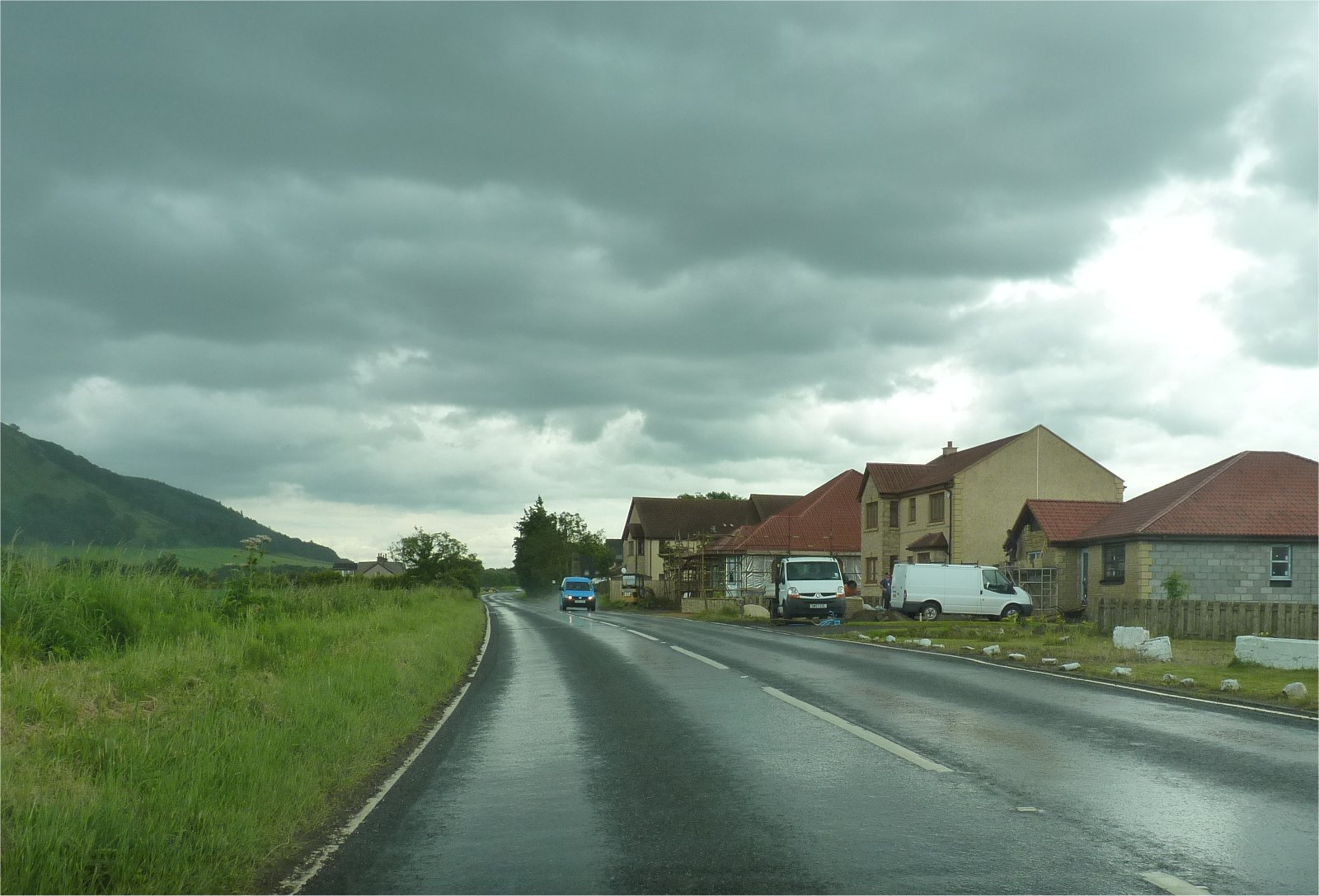
Häuser an der Durchgangsstraße

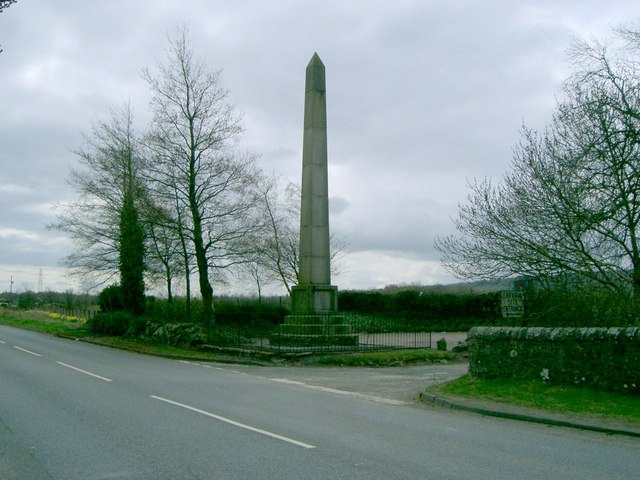
Denkmal in Gairneybridge

Gairneybridge ist eine kleine Ortschaft, die im Norden von Schottland zwischen Perth im Norden und Edinburgh im Südosten in der Region Perth and Kinross liegt. Im Rahmen der historischen Gliederung Schottlands in Civil Parishes zählt es zu Cleish, das zu Kinross-shire gehörte.

## Geographie
Gairneybridge liegt in einem ländlichen Umfeld am Bach Gairney Water, der nach Nordosten in den wenig entfernten See Loch Leven fließt. Westlich des Ortes verläuft von Nord nach Süd die M90, zu der Gairneybridge einen nahen Anschluss hat. Die sie dort querende B9097 bietet Anschlüsse nach Cleish im Westen und Ballingry im Osten. Die den Ort durchziehende B996 verbindet Kinross im Norden mit Kelty im Süden.

## Historisches
Im Dezember 1733 trafen sich in einem Bauernhof des Ortes Ebenezer Erskine und drei weitere Kirchväter, um eine presbyterianisch organisierte lokale Kirchengemeinde zu gründen. Dies steht in Zusammenhang mit einer, in diesem Jahre erfolgten, Sezession von Mitgliedern der Church of Scotland. An das Ereignis erinnert das 1883 in Form eines Obelisken errichtete Denkmal Secession Church Monument.
Der Dichter Michael Bruce (1746–67) hatte in der Schule des Ortes unterricht. Hieran erinnert eine, in einem Bauernhof, angebrachte Plakette.